# ساخته‌شده در بهشت (مجموعه تلویزیونی)
ساخته‌شده در بهشت (به انگلیسی: Made in Heaven) یک مجموعه تلویزیونی درام عاشقانه هندی است که از سال ۲۰۱۹ پخش آن آغاز شد.

## بازیگران

### اصلی
- آرجون ماتهور در نقش کارن مهرا
- سوبهیتا دولیپالا در نقش تارا خانا
- کالکی کوچلین در نقش فازیه نقوی
- جیم سربه در نقش عادیل خانا
- شاشانک آرورا در نقش کبیر بسرای
- ترینترا هالدار گومارجو در نقش مهر چادهوری
- شیوانی راغوانشی در نقش جاسپریت کائور
- مونا سینگ در نقش بلبل جوهاری
- ایشواک سینگ در نقش راغاو سینها

### فرعی
- ویجای راز
- وینای پاتاک
- دالیپ تاهیل
- مانینی میشرا
- ویکرانت مسی